# 平澤俊輔
平澤 俊輔（ひらさわ しゅんすけ、1994年4月11日 - ）は、茨城県出身の元サッカー選手。現役時代のポジションはMF、DF。